# 왕좌전
왕좌전(王座戰)은 경향신문이 주최하는 대한민국의 바둑 기전이다. 왕좌전은 국기전이 탄생하기 전인 1958년에 창설된 기전이다. 1958년 1기 대회를 끝으로 오랫동안 중단되었다가, 1967년 2회 대회가 속개되었다. 이후 경향신문에서 국기전(國棋戰)이 새롭게 출범함에 따라, 왕좌전은 3기 대회를 끝으로 중단되었다. 

## 역대 우승자
| 회수 | 연도 | 우승   | 전적  | 준우승 |
| ---- | ---- | ------ | ----- | ------ |
| 1    | 1958 | 조남철 | 2 - 1 | 김명환 |
| 2    | 1967 | 김인   | 3 - 0 | 조남철 |
| 3    | 1968 | 조남철 | 3 - 0 | 김인   |